# Belén de Escobar
Pour les articles homonymes, voir Belén.
Belén de Escobar est une localité argentine située dans le partido d'Escobar, dans la province de Buenos Aires. Elle se situe à l'intersection de la route provinciale 25 et de la route nationale 9, à environ 50 km de la ville de Buenos Aires.

## Histoire

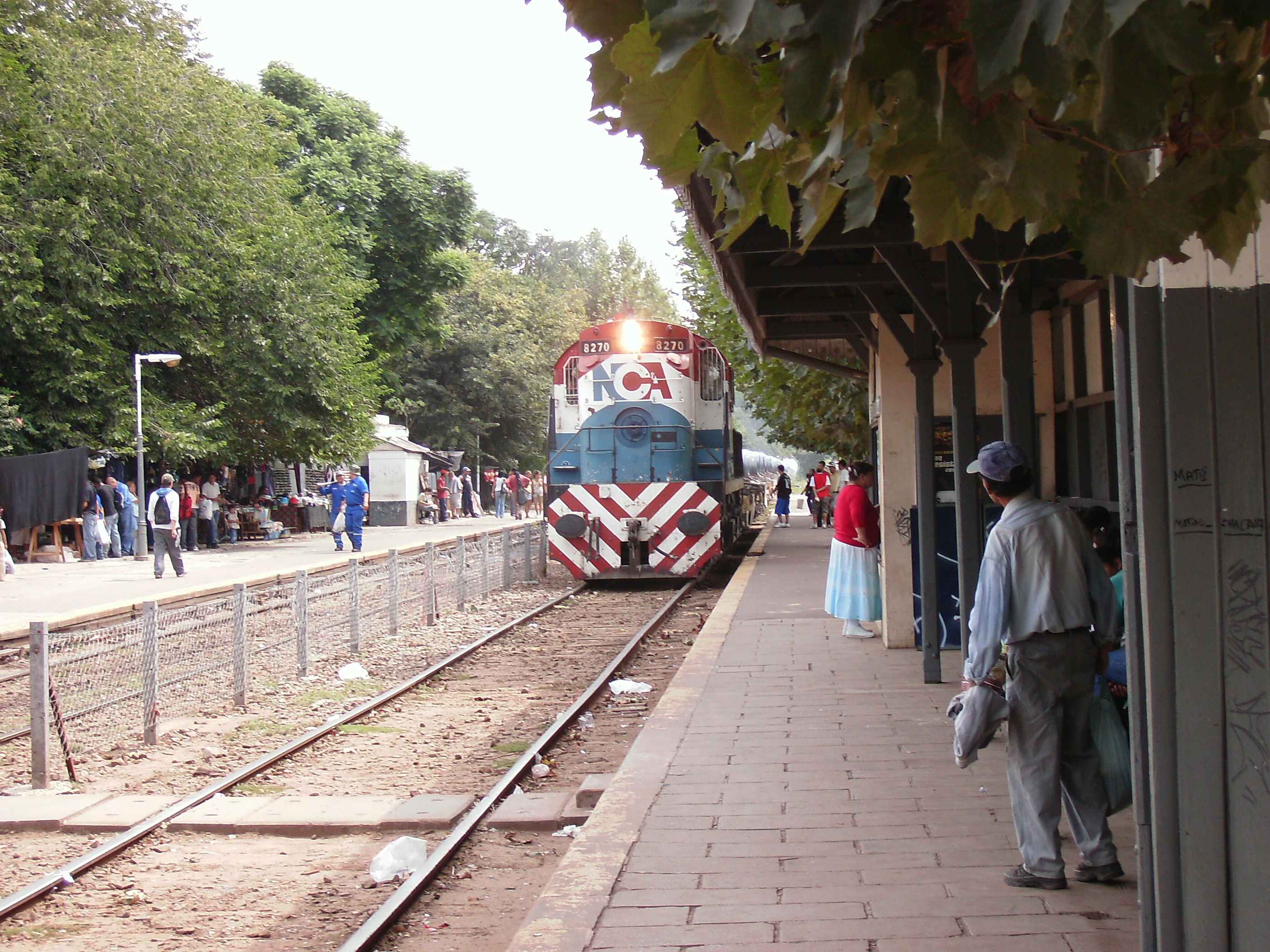
Gare d'Escobar.

Avant l'arrivée des explorateurs, les indigènes Guaranis habitaient l'endroit en raison de sa proximité avec les ríos Paraná de las Palmas et Luján. Avec l'arrivée des Espagnols, les terres ont été parmi les premières distribuées par Juan de Garay après la deuxième fondation de Buenos Aires, le premier propriétaire étant Pedro de Savas y Espeluca ; néanmoins, deux ans après la fondation de Buenos Aires — en 1582 — les terres ont été données à Alonso de Escobar, en vertu de quoi la propriété a commencé à être connue sous le nom de « Cañada de Escobar » et plus tard « Isla de Escobar ». Federico Kirbus développe dans son ouvrage La Primera de las tres Buenos Aires (1980), une théorie dans laquelle il assure qu'entre la zone des ravins de l'actuel Barrio Parque El Cazador et la côte du río Luján se trouvait le véritable endroit où Pedro de Mendoza a réalisé la première fondation de Buenos Aires.
Les extensions ont été subdivisées et peuplées par des Espagnols et des Créoles jusqu'à la fin du XIXe siècle, lorsque la station du chemin de fer de Buenos Aires et Campana est arrivée et a été nommée Escobar. L'arrivée du chemin de fer entre 1876 et 1877 a été fondamentale pour qu'Eugenia Tapia de Cruz, propriétaire des terrains à côté de la halte primitive, décide de mesurer quelque 80 hectares pour la création d'une ville, en réservant deux blocs comme espaces verts - dont un seul, celui connu sous le nom de Plaza General José de San Martín, a été construit - et pour la construction de la future église. - et pour la construction du futur temple catholique de Natividad de Nuestro Señor Jesucristo, en s'appuyant également sur l'existence de quelques maisons dans la zone. Eugenia Tapia avait hérité d'une partie des terres de son mari José Antonio Cruz, décédé en 1838, et a acheté le reste à ses enfants en 1864. Le 4 mars 1877 est considéré comme la date de fondation du village, c'est-à-dire le jour où la vente aux enchères du village de Belén, réalisée par le commissaire-priseur Lisandro Medina, a réellement commencé. Dix ans plus tard, la première chapelle du lieu a été bénie, et un an plus tard, le promoteur du village est décédé. En 1878, la première industrie a commencé à fonctionner, un meule à grains appartenant à la famille Ferrari.
Le 8 octobre 1959, le partido d'Escobar a été créé, avec une partie des partidos de Pilar et Tigre, désignant Belén comme sa capitale. Un an plus tard, un décret provincial a déclaré Ciudad al Pueblo de Belén de Escobar, unifiant dans le nom de la ville la désignation originale avec celle du partido.
En 1916, la banque El Hogar Argentino a acheté des parcelles de terrain dans la zone connue sous le nom de El Cazador, sur les rives du río Luján, qu'elle a ensuite vendues pour former ce qui allait devenir le Barrio Parque El Cazador. Au milieu du XXe siècle, la production de fruits et légumes était le pilier économique de la région. Escobar devint l'un des plus grands producteurs de fleurs du pays, ce qui amena un groupe du Rotary Club à créer le festival des fleurs, dont le succès amena le président Arturo Illia à déclarer Escobar « capitale nationale des fleurs » en 1964. Cette désignation sera complétée plus tard par la création du « jardin japonais », symbole de la zone, don de la communauté japonaise et développé par l'ingénieur Yasuo Inomata,.

## Démographie
La localité compte 54 678 habitants (Indec, 2010), ce qui représente une augmentation de 31 % par rapport au recensement précédent de 2001 qui comptait 55 064 habitants.

## Plaza General José de San Martín
La Plaza General José de San Martín est la place la plus importante de la ville. Elle est située entre les rues Tapia de Cruz, Yrigoyen, Estrada et Asborno. La place acquiert son nom actuel en 1944, lorsque le ministère de la Marine fait don du buste de général José de San Martín et celui-ci est placé comme élément principal de la place ; remplaçant un ancien kiosque qui se trouvait en son centre.

## Religion
| Diocèse  | Zárate-Campana                                       |
| -------- | ---------------------------------------------------- |
| Paroisse | Concatedral Natividad del Señor, San Juan de la Cruz |